# Surrey-Centre
Circonscription électorale fédérale du Canada
Surrey-Centre ((en) Surrey Centre) est une circonscription électorale fédérale de la Colombie-Britannique  (Canada). Elle comprend une partie de la ville de Surrey.
Les circonscriptions limitrophes sont :
- au nord : Port Moody—Coquitlam
- au nord-est : Langley Township—Fraser Heights
- à l'est et au sud-est : Fleetwood—Port Kells
- au sud : Surrey—Newton
- au sud-ouest : Delta
- au nord-ouest : New Westminster—Burnaby—Maillardville[3].

Le premier scrutin a eu lieu lors des élections fédérales de 2015. Lors du redécoupage électoral de 2022, la circonscription est légèrement modifiée, cédant une partie du quartier Guildford (en) à la circonscription de Fleetwood—Port Kells.

## Députés
| Législature                                                    | Années        | Député | Député        | Parti   |
| -------------------------------------------------------------- | ------------- | ------ | ------------- | ------- |
| Steveston—Richmond-Est Issue de Delta—Richmond-Est et Richmond |               |        |               |         |
| 42e                                                            | 2015–2019     |        | Randeep Sarai | Libéral |
| 43e                                                            | 2019–2021     |        | Randeep Sarai | Libéral |
| 44e                                                            | 2021–2025     |        | Randeep Sarai | Libéral |
| 45e                                                            | 2025–en cours |        | Randeep Sarai | Libéral |

## Résultats électoraux
Modèle:Élection générale canadienne de 2025 — Surrey-Centre